# Romi Aviram
Romi Aviram (hebräisch רומי אבירם; * 7. März 2003) ist eine israelische Schauspielerin.

## Leben und Karriere
Aviram wurde am 7. März 2003 geboren. Ihr Debüt gab sie 2015 in dem Kurzfilm Frozen. Anschließend bekam sie 2016 in dem Film HaʾOtzar meʿever laNahar (Der Schatz jenseits des Flusses) eine Hauptrolle. Von 2018 bis 2019 war sie in der zweiten Staffel von Kfulim zu sehen. Außerdem trat sie 2019 in der Serie Run auf. 2021 wurde Aviram für den Children and Youth Television Award nominiert. Unter anderem spielte sie 2023 in DreaMars mit. 2025 wurde Aviram für die Serie The German gecastet.

## Filmografie
Filme
- 2015: Frozen
- 2016: HaʾOtzar meʿever laNahar
- 2024: Pink Lady

Serien
- 2018–2019: Kfulim
- 2019: Run
- 2020–2021: HaBeʾer
- 2023: DreaMars
- 2024: Manayek – Die Verräter
- 2025: The German